# Scipio Slataper
Scipio Slataper est un écrivain italien, essayiste et critique littéraire, né le 14 juillet 1888 à Trieste (à l'époque en Autriche-Hongrie, aujourd'hui en Italie), et mort au combat pendant la Première Guerre mondiale près de Gorizia, le 3 décembre 1915.

## Biographie
Né à Trieste, il étudie à Florence et signe une thèse sur l'auteur norvégien Henrik Ibsen. Il retourne ensuite à Trieste et épouse Gigetta Carniel en 1913.
Il se bat en tant qu'engagé volontaire dans l'armée de terre italienne lors de la Première Guerre mondiale, aux côtés du 1er régiment des grenadiers de Sardaigne. Il meurt le 3 décembre 1915 après avoir combattu sur le Mont Podgora (ou Mont Calvario en italien) au cours de la quatrième bataille de l'Isonzo entre le royaume d'Italie et l'Autriche-Hongrie.

## Vie d'écrivain
Scipio Slataper commence par collaborer à la jeune revue italienne La Voce, fondée en 1908. Il publie en particulier une série de cinq articles rassemblés sous le titre de Lettere triestine en 1909, dans lesquels il adopte un point de vue critique sur la culture de Trieste.
En 1912, paraît Il mio Carso, son œuvre la plus célèbre, dont Benjamin Crémieux propose une traduction française en 1921 sous le titre Mon frère le Carso. Le Carso évoqué dans le titre est un haut plateau calcaire qui s'étend du nord-est de l'Italie au nord-ouest de la Croatie.
Sa thèse sur Ibsen, qu'il avait remaniée après l'avoir soumise en 1912, fut publiée à titre posthume en 1916.

## Œuvres
- Il mio Carso, Firenze, Libreria della Voce, 1912; 1916; Firenze, A. Vallecchi, 1933; Milano, A. Mondadori, 1958.
- I confini necessari all'Italia, Torino, L'Ora Presente, 1915.
- Le strade d'invasione dall'Italia in Austria. Fella, Isonzo, Vipacco, Carso, Firenze-Milano-Roma, Bemporad, 1915.
- Ibsen, Torino, Bocca, 1916.
- Scritti letterari e critici, raccolti da Giani Stuparich, Roma, La Voce, 1920; Milano, A. Mondadori, 1956.
- Scritti politici, raccolti da Giani Stuparich, Roma, Stock, 1925; Milano-Verona, A. Mondadori, 1954.
- Lettere, a cura e con prefazione di Giani Stuparich, 3 voll., Torino, Buratti, 1931.
- Epistolario, a cura di Giani Stuparich, Milano, A. Mondadori, 1950.
- Appunti e note di diario, a cura di Giani Stuparich, Milano, A. Mondadori, 1953.
- Alle tre amiche. Lettere, a cura e con introduzione di Giani Stuparich, Milano-Verona, A. Mondadori, 1958.
- Scritti politici, 1914-15, a cura di Giorgio Baroni, Trieste, Italo Svevo, 1977.
- Le lettere a Maria, Roma, G. Volpe, 1981.
- Confini orientali, Trieste, Dedolibri, 1986.
- Lettere triestine. Col seguito di altri scritti vociani di polemica su Trieste, Trieste, Dedolibri, 1988.  (ISBN 88-7800-036-1).
- Passato ribelle. Dramma in un atto, Trieste, Dedolibri, 1988.  (ISBN 88-7800-037-X).
- Terremoto nella Marsica. Scipio Slataper inviato speciale, L'Aquila, Amministrazione provinciale, 1999.
- Scipio e Maria. Un amore ingenuo. Poesie 1905, Trezzano sul Naviglio, Parsifal, 2003.  (ISBN 88-900960-4-7).
- Lettere alle tre amiche. Florilegio, Padova, Alet, 2007.
- Il mio Carso. La Redazione autografa dell'Archivio di stato di Trieste, Padova, CLEUP, 2007.  (ISBN 978-88-612-9071-6).
- Carteggio, 1909-1915, con Giuseppe Prezzolini, Roma, Ed. di Storia e Letteratura, 2011.  (ISBN 978-88-637-2280-2).

### Traductions françaises
- Mon frère Le Carso, préf. & trad. fr. Benjamin Crémieux, Paris, Rieder, 203 p., 1921 ; rééd. Éditions Héros-Limite, postf. Éric Dussert, 164 p., 2023
- Années de jeunesse qui vous ouvrez tremblantes... suivi de Les Dauphins de Scipio Slataper par Biago Marin, trad. fr. Thierry Loisel, Gallimard, coll. "L'Arpenteur", 180 p., 1996  (ISBN 978-2070740390)

## Source de la traduction
- (it) Cet article est partiellement ou en totalité issu de l’article de Wikipédia en italien intitulé « Scipio Slataper » (voir la liste des auteurs).